# Aria sottile
Aria sottile (titolo orig. Into Thin Air: A Personal Account of the Mt. Everest Disaster) è un saggio di Jon Krakauer pubblicato nel 1997, resoconto della tragedia del Monte Everest del 1996, a cui l'autore prese parte, nella quale otto scalatori morirono e molti altri rimasero intrappolati da una tempesta. Il racconto, che origina da un articolo redatto per la rivista Outside, ricostruisce l'affollamento che si verificò mentre altri gruppi stavano tentando di raggiungere la vetta dell'Everest lo stesso giorno: la spedizione di Krakauer era guidata da Rob Hall, della società Adventure Consultants; quella della guida Scott Fischer, la Mountain Madness, percepita come rivale di quella di Hall; altri gruppi ancora.

## Sinossi
Nel 1996 il giornalista, alpinista non professionista ma con una certa esperienza, Krakauer prende parte alla spedizione per raggiungere la mitica vetta, ormai da tempo assediata da un proliferare di lucrose spedizioni commerciali, da raccontare ai lettori della rivista per la quale lavora.
Il 9 maggio, ben 5 spedizioni turistiche sono impegnate nell'ardua impresa di raggiungere l'agognata vetta del Monte Everest. Apparentemente, le condizioni meteorologiche sembrano ideali. Il 10 maggio, invece, una tremenda tempesta a quota 8000 metri sconvolge i piani, uccidendo uno scalatore e minacciando le esistenze degli altri 23, tra uomini e donne, presi nella morsa del gelo feroce e della tormenta di neve che rischia di farli letteralmente precipitare dalla montagna. Alla fine di quel drammatico giorno altri 8 scalatori troveranno la morte nella disperata battaglia per la sopravvivenza. L'autore, scampato fortunosamente, riuscirà a tornare al campo base.
Krakauer racconta questo atroce epilogo soffermandosi sulle complesse circostanze e sull'intreccio di decisioni ed errori che condussero un gruppo amatoriale a lottare contro la morte a un'altezza di quasi 8000 metri, un sito che gli scalatori chiamano giustamente The Death Zone. Si trattò della peggiore tragedia mai capitata a una spedizione sull'Everest.
Il reportage è stato contestato dalla guida russa Anatolij Bukreev, oggetto nel libro di una dura critica da parte di Krakauer per aver scelto di scalare la cima senza bombole d'ossigeno, e poi di aver ridisceso la montagna davanti ai suoi clienti. L'autore, in una postilla ad un'edizione tascabile del libro, replicò al libro pubblicato dal russo in tono conciliatorio sulla versione degli eventi oggetto di controversie. In seguito, Boukreev morì colpito da una valanga sull'Annapurna I, altra vetta Himalayana.

## Adattamenti cinematografici
- Terrore sull'Everest, film 2000
- Everest, film 2015

## Edizioni italiane
- Aria sottile, traduzione di Lidia Perria, Collana Exploits, Milano, Corbaccio, 1998, ISBN 978-88-7972-268-1. - Milano, TEA, 2007, ISBN 978-88-502-1460-0.